# Eosphora ehrenbergi
Eosphora ehrenbergi är en hjuldjursart som beskrevs av Weber och Montet 1918. Eosphora ehrenbergi ingår i släktet Eosphora och familjen Notommatidae. Inga underarter finns listade i Catalogue of Life.